# トウマイ・エア・チャド
トウマイ・エア・チャド（Toumaï Air Tchad）はチャドのンジャメナに本拠地を置く航空会社である。ンジャメナ国際空港をベースに運行されていた。定期便は中断されている模様で、2013年9月の報告書によると、ハッジ用のチャーター便に限られた操業を行っている。

## 就航都市
チャド国内
- ンジャメナを中心に5都市に就航。

アフリカ
- コトヌー、ドゥアラ、ヤウンデ、バンギ、アビジャン、リーブルビル、ブラザビル、ロメ

中東
- ドバイ、ジッダ（季節運航）

## 機材
2008年7月現在
- ボーイング737-200：2機
- ボーイング737-300：1機
- フォッカー F28：1機